# Хартберг-Умгебунг
Хартберг-Умгебунг (нем. Hartberg Umgebung) — коммуна в Австрии, в федеральной земле Штирия. 
Входит в состав округа Хартберг.  Население составляет 2170 человек (на 31 декабря 2005 года). Занимает площадь 40,42 км². Официальный код  —  60711.

## Политическая ситуация
Бургомистр коммуны — Инг. Франц Пёчер (АНП) по результатам выборов 2005 года.
Совет представителей коммуны (нем. Gemeinderat) состоит из 15 мест.
- АНП занимает 11 мест.
- СДПА занимает 2 места.
- Партия Wilfinger занимает 2 места.